# János Batsányi
János Batsányi (n. 9 mai 1763 — d. 12 mai 1845) a fost un scriitor maghiar.